# Godyris nepos
Godyris nepos är en fjärilsart som beskrevs av Gustav Weymer 1875. Godyris nepos ingår i släktet Godyris och familjen praktfjärilar. Inga underarter finns listade i Catalogue of Life.